# Coréens du Vietnam
Les Coréens du Vietnam forment une diaspora de Coréens au Vietnam.
À l'origine, les Coréens étaient venus au Vietnam dans un cadre militaire, combattant pour les deux parties impliquées dans la guerre du Viêt Nam. À la fin de la guerre, peu de Coréens ont émigré au Vietnam ou s'y sont rendus pour y faire du tourisme; mais une fois que l'économie sud-coréenne a atteint un niveau de développement élevé et que l'économie de la Corée du Nord a entamé son déclin, le Vietnam a vu un afflux d'investisseurs du Sud et de réfugiés du Nord, et en parallèle un nombre croissant de Sud-Coréens cherchant des épouses vietnamiennes,. Depuis 2009, ils représentent la deuxième communauté coréenne en Asie du Sud-Est, après celle des Philippines, et la dixième dans le monde.

## La guerre du Viêt Nam

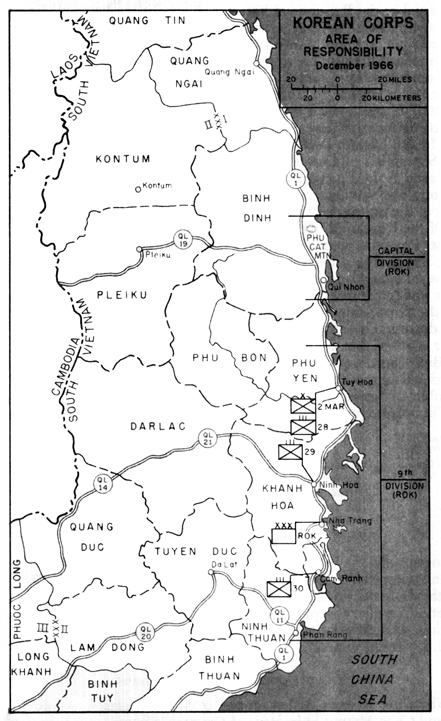
Les zones de responsabilité de l'armée sud-coréenne au Vietnam en décembre 1966

La Corée du Nord et du Sud ont prêté du matériel et des troupes en soutien à leurs alliés idéologiques respectifs durant la guerre du Viêt Nam, mais l'on peut noter le fait que les troupes sud-coréennes sur le terrain étaient plus nombreuses. Le président sud-coréen de l'époque, Syngman Rhee, avait offert d'envoyer des soldats au Vietnam dès 1954, mais sa proposition avait été refusée par le département d'État américain ; les premiers sud-coréens à être envoyés au Vietnam, 10 ans plus tard, étaient des non-combattants : dix instructeurs de Taekwondo, accompagnés de trente-quatre officiers et quatre-vingt-seize engagés dans une unité de l'hôpital militaire coréen. Au total, entre 1965 et 1973, 312 853 soldats sud-coréens ont combattu au Vietnam; le ministère de la Culture et de la Communication vietnamien estime qu'ils ont tué 41 000 soldats nord-vietnamiens et 5 000 civils. Les troupes sud-coréennes étaient handicapées par leur manque de connaissance des langues utilisées dans le pays et de l'anglais, la langue utilisée par leurs alliés. Ils sont également accusés d'avoir commis des crimes de guerre, et sont connus pour avoir laissé derrière eux un certain nombre d'enfants métis coréano-vietnamiens.
À la suite de la décision du Parti des Travailleurs de Corée en octobre 1966, la Corée du Nord a envoyé au début de l'année 1967 une escadre de combat au Nord-Vietnam en soutien des 921e et 923e escadres nord-vietnamiennes défendant Hanoï. Ils y restèrent toute l'année 1968 et environ 200 pilotes y auraient servi. De plus, au moins deux régiments d'artillerie anti-aériens avaient été également envoyés. La Corée du Nord avaient aussi envoyé des armes, des munitions et deux millions d'uniformes à leurs camarades du Nord-Vietnam. Kim Il-sung aurait dit à ses pilotes de « se battre dans cette guerre comme si le ciel vietnamien était le leur »,,.
En 2003, les lecteurs du quotidien sud-coréen le Hankyoreh, un périodique qui avait publié une série d'articles exposant les atrocités commises par les troupes sud-coréennes pendant la guerre, ont donné environ 100 000 USD pour construire un parc en mémoire de la guerre et un musée de la paix dans la province de Phú Yên. Ahn Jung-hyo and Hwang Suk-young, d'anciens soldats de l'armée sud-coréenne ayant participé à la guerre du Viêt Nam, ont écrit des romans dans lesquels ils parlent de leur expérience au Vietnam.
En 2001, le président sud-coréen a présenté des excuses officielles au Vietnam. Il a présenté ses condoléances pour le rôle de la Corée dans les souffrances infligées au peuple vietnamien pendant la guerre du Viêt Nam, même si ce n'était pas intentionnel. Il s'est également engagé à continuer à soutenir le développement du Vietnam.
En 2009, la Corée du Sud et le Vietnam se sont entendus pour que leur relation bilatérale devienne un « partenariat complet ».

## Migrations d'après-guerre

### Sud-Coréens
Quatre ans après la normalisation des relations diplomatiques de 1992, les échanges commerciaux entre le Vietnam et la Corée du Sud s'élevaient déjà à 1,3 milliard de dollars; la Corée était également le quatrième investisseur étranger après Taïwan, le Japon et Hong Kong, avec un total d'investissements de 1,987 milliard de dollars. Le rythme des investissements coréens doublèrent au cours des dix années suivantes. Pour les cinq premiers mois de l'année 2006, ils s'élevaient à 400 millions de dollars, avec environ un millier d'entreprises sud-coréennes opérant dans le pays.
Accompagnant ces fonds investis, la communauté des expatriés sud-coréens au Vietnam connu une croissance significative. D'après Chang Keun Lee, de la Chambre de commerce et d'industrie de Corée au Vietnam, les Coréens forment le deuxième groupe d'expatriés, avec seulement les Chinois de Taïwan offrant une communauté plus importante. Il estime que la moitié vivent à Hô-Chi-Minh-Ville. Des statistiques du Ministère sud-coréen des Affaires étrangères et du Commerce montrent que leur population a été multipliée par environ 50 en un peu plus d'une décennie. Leur population a plus que triplée de 1997 à 2003, passant de 1 788 à 6 226 personnes, puis a été quasiment multipliée par treize au cours des six années suivantes. On peut observer également un certain sentiment anti-coréen, alimenté par des baisses dans les investissements qui avaient été promis, des informations faisant état de mauvais traitements subis par les Émigrés vietnamiens en Corée, et le meurtre en 2008 d'une étudiante de l'Université nationale de Hanoï par son petit ami sud-coréen.
Les Sud-Coréens ont établi un certain nombre d'organisation communautaires au Vietnam, dont Koviet, un groupe pour les jeunes Coréens immigrés de deuxième génération et élevés au Vietnam. Cette organisation a été créée en 1995.
D'après le Premier ministre vietnamien, « La République de Corée est un partenaire très important du Vietnam et un bon modèle pour le Vietnam en ce qui concerne l'accroissement de la coopération et les échanges d'expériences qu'elle a connues au cours de son processus de développement. »

### Nord-Coréens
Avant 2004, des milliers de transfuges nord-coréens avaient traversé la frontière nord du Vietnam afin de rejoindre la Corée du Sud. Jusqu'en 2004, le Vietnam était considéré comme « l'itinéraire préféré du sud-est asiatique pour prendre la fuite » pour les transfuges nord-coréens, principalement en raison de son relief moins montagneux. Bien que le Vietnam soit encore officiellement un pays communiste et entretienne des relations diplomatiques avec la Corée du Nord, les investissements sud-coréens croissants au Vietnam ont amené Hanoï à autoriser de manière tacite le transit des réfugiés nord-coréens vers Séoul. La présence accrue de la Corée du Sud dans le pays s'est également avérées un fort élément attracteur pour les transfuges ; parmi les plus importants centres d'accueil pour les réfugiés nord-coréens au Vietnam, quatre étaient gérés par des expatriés sud-coréens, et de nombreux transfuges ont indiqué qu'ils avaient choisi le Vietnam précisément parce qu'ils avaient entendu parler de ces centres d'accueil. En juillet 2004, 468 réfugiés nord-coréens se sont envolés pour la Corée du Sud dans ce qui représente la défection de masse la plus importante. Au départ, le Vietnam avait cherché à garder le secret sur son rôle dans cette opération et, en préparation à cet accord, même des sources anonymes du gouvernement sud-coréen disaient aux journalistes que les transfuges venaient « d'un pays asiatique non-identifié ». À la suite de cet événement, le Vietnam a renforcé les contrôles à ses frontières et expulsé plusieurs responsables des centres d'accueil.

## Éducation
La première école coréenne du Vietnam, l'École Hangouk de Hanoï du week-end, a été créée le 1er mars 1996, avec des effectifs de 122 élèves de la maternelle au collège. Deux écoles coréennes internationales offrent des programmes à plein temps ont été fondés plus tard, la première à Hô-Chi-Minh-Ville le 4 août 1998 avec 745 élèves de maternelle au lycée, et une plus petite à Hanoï le 13 juillet 2006 avec 63 élèves de primaire,, Avant l'ouverture de l'école internationale à Hanoï, la plupart des familles coréennes résidant à Hanoï envoyaient leurs enfants dans des écoles locales, car les autres écoles internationales étaient trop chères,.

## Mariages internationaux
De nombreux Sud-Coréens sont venus au Vietnam à la recherche d'une épouse, clients des deux à trois mille agences matrimoniales sud-coréennes spécialisées dans ce genre de mariages. Bien que dans les années 1990 la plupart étaient des agriculteurs sud-coréens, un nombre croissant de citadins ont recouru aux services de ces agences matrimoniales internationales pour se marier. Ils citent les difficultés auxquelles ont à faire face les hommes qui ont fait peu d'études ou ceux qui ont de faibles revenus pour se marier avec des Sud-Coréennes. D'après des données de 2006, plus de 5 000 Vietnamiennes quittent leur pays chaque année pour épouser des Sud-Coréens.